# Hangvliegen
De Bittacidae of hangvliegen vormen een familie van insecten behorende tot de orde Mecoptera (schorpioenvliegachtigen).

## Kenmerken
Deze insecten hebben een lang achterlijf, slanke bruine vleugels en lange poten. Aan het uiteinde van de tibia bevindt zich een stekel. Aan de achterpoten hebben ze een soort haak, waarmee ze zich aan de prooi vasthaken. De lichaamslengte varieert van 1,5 tot 4 cm.

## Leefwijze
Het voedsel bestaat in hoofdzaak uit insecten, die ze met hun achterpoten vangen. Ze hangen met hun voorpoten aan planten en wachten tot er een prooi passeert.

## Verspreiding en leefgebied
Deze familie komt voor op het noordelijk halfrond in vochtige, schaduwrijke, bosachtige streken.

## Geslachten
Deze lijst is gebaseerd op de 'World Checklist of extant Mecoptera Species'. Vermoedelijk gecompleteerd tot 1997, het wordt indien nodig bijgewerkt. Het aantal soorten in elk geslacht staat tussen haakjes. Een aantal uitgestorven (†) geslachten zijn beschreven uit het fossielenbestand.
- Anabittacus (1) Kimmins, 1929 (Chili)
- Anomalobittacus (1) Kimmins, 1928 (Zuid-Afrika)
- Apterobittacus (1) MacLachlan, 1893 (zuidelijke Verenigde Staten)
- Austrobittacus (1) Riek, 1954 (Australië)
- Bittacus (124) Latreille, 1805 (wereldwijd)
- Edriobittacus (1) Byers, 1974 (Australië)
- Harpobittacus (12) Gerstaecker, 1885 (Australië)
- Hylobittacus (1) Byers, 1979 (Verenigde Staten, Mexico + fossiele soorten uit het Eoceen van Bitterfield en Baltisch barnsteen van Europa)
- Issikiella (5) Byers, 1972 (Zuid-Amerika)
- Kalobittacus (8) Esben-Petersen, 1914 (Centraal-Amerika)
- Nannobittacus (4) Esben-Petersen, 1927 (Brazilië tot Panama)
- Neobittacus (2) Esben-Petersen, 1914 (Brazilië)
- Orobittacus Villegas & Byers, 1982 (Californië)
- Pazius (8) Navás, 1913 (Brazilië tot Panama)
- Symbittacus (1) Byers, 1986 (Australië)
- Tytthobittacus (1) Smithers, 1973 (Australië + fossiele soorten uit de Purbeck Group van het Berriasien)

### Uitgestorven geslachten
- †Antiquanabittacus (1) Petrulevicius and Jarzembowski 2004 Weald Clay, Verenigd Koninkrijk, Barremien
- †Archebittacus (1) Riek, 1955 (Mount Crosby Formatie, Laat-Trias, Australia)
- †Asiobittacus (1) Novokshonov 1993 Sagul Formatie, Kirgizië, Toarcien
- †Baissobittacus (1) Novokshonov 1997 Zaza Formatie, Rusland, Aptien
- †Burmobittacus (1) Zhao et al. 2016 Burmese amber, Myanmar, Cenomanien
- †Composibittacus (2) Liu et al. 2016 Daohugou, China, Callovien
- †Cretobittacus (1) Novokshonov 1993 Zaza Formatie, Russia, Aptien
- †Decoribittacus (2) Li and Ren 2009 Daohugou, China, Callovien
- †Exilibittacus (3) Yang et al. 2012 Daohugou, China, Callovien
- †Formosibittacus (1) Li, Ren & Shih, 2008 Daohugou, China, Callovien
- †Haplobittacus (1) Bode 1953 Posidonia Shale, Duitsland, Toarcien
- †Jurahylobittacus (1) Li, Ren & Shih, 2008 Daohugou, China, Callovien
- †Karattacus (2) Novokshonov 1997 Daohugou, China, Callovian Karabastau Formatie, Kazachstan, Callovien
- †Liaobittacus (1) Ren 1993 Haifanggou Formatie, China, Callovien
- †Mesobittacus (4) Handlirsch 1939 Posidonia Shale, "Green Series", Duitsland, Toarcien, Itat Formatie, Rusland, Bajocien
- †Mongolbittacus (3) Petrulevicius, Huang & Ren, 2007 Daohugou, China, Callovien
- †Neorthophlebia (12) Handlirsch 1906 Tuodian Formatie, China, Oxfordien, Posidonia Shale, "Green Series", Duitsland, Toarcien Dzhil Formatie, Kirgizië, Hettangien-Sinemurien, Sulyukta Formatie, Kirgizië, Toarcien, Tugnuy Formatie, Rusland, Laat-Jura
- †Orobittacus (2) Villegas and Byers 1981 Karabastau Formatie, Kazachstan, Callovien, Sharteg, Mongolië, Tithonien
- †Orthobittacus (4) Willmann 1989 Kyzyl-Kiya, Kirgizië, Pliensbachien, Daohugou, China, Callovien, Karabastau Formatie, Kazachstan, Callovien
- †Palaeobittacus (1) Carpenter 1928 Green River Formatie, Colorado, Eoceen
- †Parabittacus (2) Handlirsch 1939 Posidonia Shale, "Green Series", Duitsland, Toarcien
- †Pleobittacus (1) Bode 1953 Posidonia Shale, Duitsland, Toarcien
- †Plesiobittacus (1) Novokshonov 1997 Sagul Formatie, Kirgizië, Toarcien
- †Preanabittacus (2) Novokshonov 1993 Daohugou, China, Callovian Karabastau Formatie, Kazachstan, Callovien
- †Probittacus (1) Martynov 1927 Karabastau Formatie, Kazachstan, Callovien
- †Prohylobittacus (1) Novokshonov 1993 Karabastau Formatie, Kazachstan, Callovien
- †Scharabittacus (3) Novokshonov 1993 Karabastau Formatie, Kazachstan, Callovien Sharteg, Mongolië, Tithonien
- †Sibirobittacus (3) Sukacheva 1990 Karabastau Formatie, Kazachstan, Callovien Glushkovo Formatie, Rusland, Tithonien, Yixian Formatie, China, Aptien